# Tiril Merg
Tiril Günther Merg (* 2. September 1993 in Bærum, Norwegen) ist eine ehemalige norwegische Handballspielerin.

## Karriere
Merg spielte bis 2010 bei Helset IL. Nachdem die Rückraumspielerin anschließend für Stabæk Håndball aufgelaufen war, wechselte sie 2012 zu Glassverket IF. Mit Glassverket nahm sie am Europapokal der Pokalsieger, am EHF-Pokal sowie an der EHF Champions League teil. Im Sommer 2017 schloss sie sich dem dänischen Erstligisten Nykøbing Falster Håndboldklub an. In der Saison 2018/19 lief sie für den norwegischen Erstligisten Skrim Kongsberg auf. Merg steht seit der Saison 2019/20 bei Larvik HK unter Vertrag. Mit Larvik stieg sie 2020 in die höchste norwegische Spielklasse auf. Merg erzielte in der Aufstiegssaison 77 Treffer in 19 Zweitligaspielen. Nach der Saison 2021/22 beendete Merg ihre Karriere.
Merg lief 6-mal für die norwegische Jugendnationalmannschaft sowie 35-mal für die norwegische Juniorinnennationalmannschaft auf. Sie nahm 2011 an der U-19-Europameisterschaft sowie 2012 an der U-20-Weltmeisterschaft teil. Im Oktober 2012 absolvierte Merg zwei Partien für die norwegische B-Nationalmannschaft. Für Norwegen nahm sie an der Beachhandball Euro 2019 teil. Bei der Beachhandball-Weltmeisterschaft 2022 belegte sie mit der norwegischen Auswahl den elften Platz. Merg erzielte im Turnierverlauf 30 Punkte.